# Atle Hammer

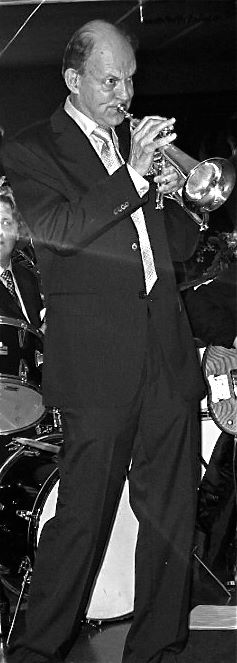
Alte Hammer

Atle Hammer (* 11. März 1932; † 22. Oktober 2017) war ein norwegischer Jazz-Trompeter und Flügelhornist sowie Ingenieur.
Atle Hammer war ein Veteran der norwegischen Hardbopszene; er leitete schon in den 1950er Jahren ein eigenes Sextett namens Seven Eleven, in dem auch der Bassist Erik Amundsen spielte. Später arbeitete Hammer mit dem The Modern Quartet, dem Kjell Karlsen Orchester, dem Mikkel Flagstad Quintett, Egil Kapstad, der Formation Radiostorbandet, außerdem mit Laila Dalseth, Pepper Adams, George Russell, Bjarne Nerem und James Moody.
In den frühen 1980er Jahren leitete Atle Hammer erneut ein eigenes Quintett mit dem Bassisten Terje Venaas, dem Pianisten Eivin Sannes und dem Schlagzeuger Tom Olstad; danach von 1985 bis 1989 arbeitete er mit dem Saxophonisten Harald Bergersen, und dem Pianisten Erling Aksdal. Außerdem spielte Hammer mit Thorgeir Stubø, dem Per Husby Quintett, dem Magni Wentzel Quintett, der Band von Harald Gundhus/Ole Jacob Hansen, und mit Erling Wicklund. 1987 spielte er als Mitglied der norwegischen Radio Big Band mit Bill Holman.
1989 nahm Atle Hammer mit dem Bassisten Terje Venaas, dem Schlagzeuger Egil Johansen und Egil Kapstad sowie den Gastmusikern Jon Gordon und Red Holloway das Album Arizona Blue (auf Gemini Records, erschienen 1992).
Er starb am 22. Oktober 2017.